# Wścieklica uszatka
Wścieklica uszatka, wścieklica szorstka (Myrmica scabrinodis) – gatunek mrówki z podrodziny Myrmicinae.

## Rozmieszczenie i środowisko
Gatunek swoim zasięgiem obejmuje Europę, Kaukaz, Azję Środkową, Syberię i Daleki Wschód. Rozsiedlony jest w całej Polsce aż po regiel górny w górach. Wścieklica szorstka preferuje zarówno lasy jak i tereny otwarte (m.in łąki, torfowiska niskie, ciepłolubne murawy). Jest gatunkiem torfolubnym, cechującym się dużą zdolnością przystosowania do gleb o różnej wilgotności, mimo to gatunek wymaga dużego nasłonecznienia.

## Cechy
Robotnice mają długość między 4–5 mm i w zależności od środowiska są barwy od żółtoczerwonej do czerwonobrunatnej. Ciało robotnic pokryte jest odstającym na skos owłosieniem. 
Samice są ubarwione i owłosione podobnie jak robotnice i osiągają długość między 5,5–6,5 mm. 
Samce są mniejsze od samic (długość 5–6 mm), mają barwę ciała od brunatnej do brunatnoczarnej, zaś długość owłosienia na nogach jest większa od ich szerokości.

## Gniazda
Mrówki tego gatunku budują gniazda na ziemi, niekiedy z niewielkimi kopczykami. Zdarza się, że mrówki (m.in. robotnice) do swoich gniazd znoszą larwy gatunków myrmekofilnych motyli z rodziny modraszkowatych tj. modraszka telejusa Phengaris teleius, modraszka nausitousa Phengaris nausithous, modraszka ariona Phengaris arion oraz modraszka alkona Phengaris alcon, a następnie są przez nie adoptowane w mrowiskach.

## Podgatunki
U Wścieklicy uszatki wyodrębniono 5 podgatunków
- Myrmica scabrinodis eidmanni Menozzi, 1930
- Myrmica scabrinodis intermedia Kuznetsov-Ugamsky, 1927
- Myrmica scabrinodis scabrinodis Nylander, 1846
- Myrmica scabrinodis scabrinodosabuleti Sadil, 1952
- Myrmica scabrinodis ussuriensis Kuznetsov-Ugamsky, 1928